# Кярнер, Яан Карлович
Я́ан Ка́рлович Кя́рнер (эст. Jaan Kärner, 15 (27) мая 1891, Кирумпеская волость, Лифляндская губерния, Российская империя — 3 апреля, 1958, Тарту, Эстонская ССР, СССР) — эстонский советский писатель. Заслуженный писатель Эстонской ССР.

## Биография
Родился в крестьянской семье. Имел брата Иоханнеса и пять сестёр (Анна-Мария, Эмилия, Ида-Паулина, Альма, Ида), а также двух сводных братьев Александра и Августа. С 1901 по 1906 год учился в школе Удерна (волость Рынгу). 
Учился в народном университете Шанявского в Москве (1911—1912 и 1914).
Печатался с 1906 года.
Журналистикой занялся в 1910 году в Ревеле, в редакции газеты «Virulane». В 1912—1920-х годах печатался в газетах «Postimees», «Päevaleht», «Kaja», «Sakala», в изданиях левого толка. 
С 1917 года Кярнер активно занимался политикой: был членом Партии социалистов-революционеров Эстонии, затем Независимой социалистической рабочей партии Эстонии. В 1919 году стал редактором профсоюзной газеты «Töö hääl» (с эст. «Голос труда»). В 1917 году был избран в Земский совет Эстляндии, в 1919 году — в Учредительное собрание Эстонии.
С начала 1920-х годов профессионально занимался литературным творчеством. Входил в литературу группу «Тарапита». 
С 1921 года жил в Элва  и до 1936 года был в основном свободным художником. 
С 1927 по 1929 год редактировал журнал «Looming» (с эст. «Творчество»), с 1936 по 1938 год работал редактором журнала «Tänapäev» (с эст. «Сегодня»). В 1940–1941 годах был редактором издательства «Ilukirjandus ja Kunst» (с эст. «Художественная литература и Искусство»).
Поддержал приход к власти в Эстонии коммунистов в 1940 году. Во время немецкой оккупации Эстонии в годы Второй мировой войны жил в Советском Союзе. В 1944 году вернулся в Эстонию. С 1946 года тяжело болел (потерял рассудок).
Многие стихов Кярнера положены на музыку эстонскими композиторами хоровой музыки. Кярнер также писал романы, пьесы, воспоминания и исследования, посвящённые истории и театру.
В годы Великой Отечественной войны писал антифашистские листовки.
Перевёл на эстонский язык сочинения А. С. Пушкина, А. С. Грибоедова, М. Ю. Лермонтова, Ф. Шиллера, Г. Гейне, В. В. Маяковского, П. Г. Антокольского и др.
Похоронен на кладбище города Элва. Могила имеет культурно-историческое значение.

## Звания и премии
- 1946 — Заслуженный писатель Эстонской ССР[5]
- 1947 — Премия Советской Эстонии[5]
- 1956 — Орден «Знак Почёта»

### Комментарии
1. ↑  Эстонские топонимы, оканчивающиеся на -а, в русском языке не склоняются[6], а род получают по родовому слову, например, деревне присваивается женский род, хотя в эстонском языке нет категории рода.